# 里奥帕拉纳伊巴
里奥帕拉纳伊巴是巴西米纳斯吉拉斯州的一个市镇。总面积1353.423平方公里，总人口13093人，人口密度9.7人/平方公里。